# قموعة
قَمُّوعَة (الاسم العلمي: Calceola)، جنس مرجان منقرض من المرجانيات المجعدة من العصر الديفوني الأوسط.